# Kaulille
Kaulille (Limburgs: Kauwelil) is een dorp in de Belgische provincie Limburg en een deelgemeente van Bocholt. Het was een zelfstandige gemeente tot aan de gemeentelijke herindeling van 1977.

## Toponymie
Kaulille zou afkomstig kunnen zijn van kauw, lil (linde), en lo (bos), dus: Lindenbos waarin kauwen leven. Zekerheid hieromtrent is er niet.

## Geschiedenis
De oudste overblijfselen van menselijke aanwezigheid in Kaulille zijn de grafheuvels uit de Bronstijd (1200-300 v.Chr.). De grafvondsten kan men bezichtigen in het molenhuisje van de Sevensmolen van Kaulille.
Het oudst gedateerde document waarin de gemeente Caulill vermeld staat, stamt uit het jaar 1259. Daarvoor is er meer dan waarschijnlijk reeds bewoning geweest in Kaulille. Het was echter een ontoegankelijk gebied met schrale en magere zandgronden. Er kunnen in de jaren voor 1259 reeds kerkjes hebben gestaan. Deze waren echter van een mindere kwaliteit en in dezelfde materialen opgetrokken als de lemen boerderijtjes. Vandaar dat zij maar een beperkte levensduur hadden en dat er weinig of geen restanten of sporen van te vinden zijn.
Vanaf 1303-1304 is er sprake van de parochie Kaulille. Een klein deel van de toren van de huidige Monulphus- en Gondulphuskerk dateert mogelijk nog uit die tijd. Later werd een gotische kerk en toren gebouwd. De huidige kerk stamt uit 1932, maar de gotische toren bleef behouden.
Kaulille was geen heerlijkheid, het was rechtstreeks eigendom van de graaf van Loon. In 1356 werden de woeste gronden (gemeynt) aan de inwoners uitgegeven.
Kaulille was van de 17de tot de 19de eeuw een centrum van teuten. Dit waren rondreizende handelaars, die hun handelsgebied uitbreidden tot Noord-Holland, Duitsland en zelfs Denemarken. In de winter vervaardigden zij hun goederen of kochten deze in (elleteuten maakten textiel, koperteuten betrokken hun waren onder meer in Denemarken enzovoort), die ze dan 's zomers verkochten. Na hun trektochten hielden ze een groot feest in het Keizershof, een teutenafspanning uit 1555. Jan Brouns maakte in 2009 een teutenbeeld voor Kaulille, rondom de 750ste verjaardag van het dorp op 12 en 13 september van dat jaar. Het beeld dat in cultureel centrum De Kroon staat is een geschenk van de Heemkundekring Kaulille, op voorstel van Fons Evens, die in 2008 een boek schreef over de Kauliller teuten: Cameraeden in coopmanschap teutencompagnieën uit Kaulille 18de - 20ste eeuw’. Het beeld toont een teut met een lange stok over zijn schouder, op zijn rug draagt hij een rugzak, met zijn linkerhand draagt hij een klein zakje.
In de tweede helft van de 18e eeuw werden de inwoners van Kaulille geconfronteerd met de bokkenrijders, die er niet voor terugschrokken de dorpskerk leeg te plunderen. Het waren de Kaulillenaren die hen in 1789 hielpen arresteren.
In de Middeleeuwen en de nieuwe tijd beschikte Kaulille, net zoals een aantal andere Kempense dorpen, over een schans waarvan de contouren nog steeds vanuit de lucht zichtbaar zijn in de buurt van de Schansweg. Op de schans was ook de pastorie gevestigd. Pas in 1870 werd, dicht bij de kerk, een nieuwe pastorie gebouwd.
Tijdens de beloken tijd werd de pastoor van Kaulille vervolgd. Hij werd van 1798 tot 1800 verbannen naar het eiland Ré.
Op het einde van de 19de eeuw kende Kaulille een forse bevolkingstoename door de komst in 1879 van buskruitfabriek Cooppal, de in de volksmond genoemde Poeierfabriek, het latere PRB (Poudreries Réunies de Belgique). Deze fabriek ging failliet in 1990. Ook de oprichting in de tweede helft van de jaren 30 van een legerkazerne van het Bataljon Grenswielrijders Limburg, plaatselijk beter bekend als de "Grenswacht", bracht nieuwe inwoners naar Kaulille.
Kaulille fuseerde in 1977 met Bocholt.

## Demografische ontwikkeling
- Bronnen:NIS, Opm:1831 tot en met 1970=volkstellingen; 1976 = inwoneraantal op 31 december

## Bezienswaardigheden
- De Sint-Monulphus- en Gondulphuskerk (1930-1932) heeft een vroeg-gotische toren uit de 14e eeuw.
- De Sevensmolen.
- Heemkamer in het molenhuisje, waar onder meer de grafvondsten uit de bronstijd zijn tentoongesteld.
- De Kruitmolen, een kollergang die is opgesteld op het Nevenplein en herinnert aan de kruitfabriek Cooppal die in deze plaats heeft gestaan.
- Het kantoor van de voormalige buskruitfabriek aan de Fabrieksstraat 151, uit omstreeks 1960, is het enige bedrijfsgebouw van Cooppal, later P.R.B., dat nog bestaat. Aan Fabrieksstraat 112 bevindt zich de voormalige directeurswoning, uit omstreeks 1910.
- De watertoren aan de Lillerbaan.

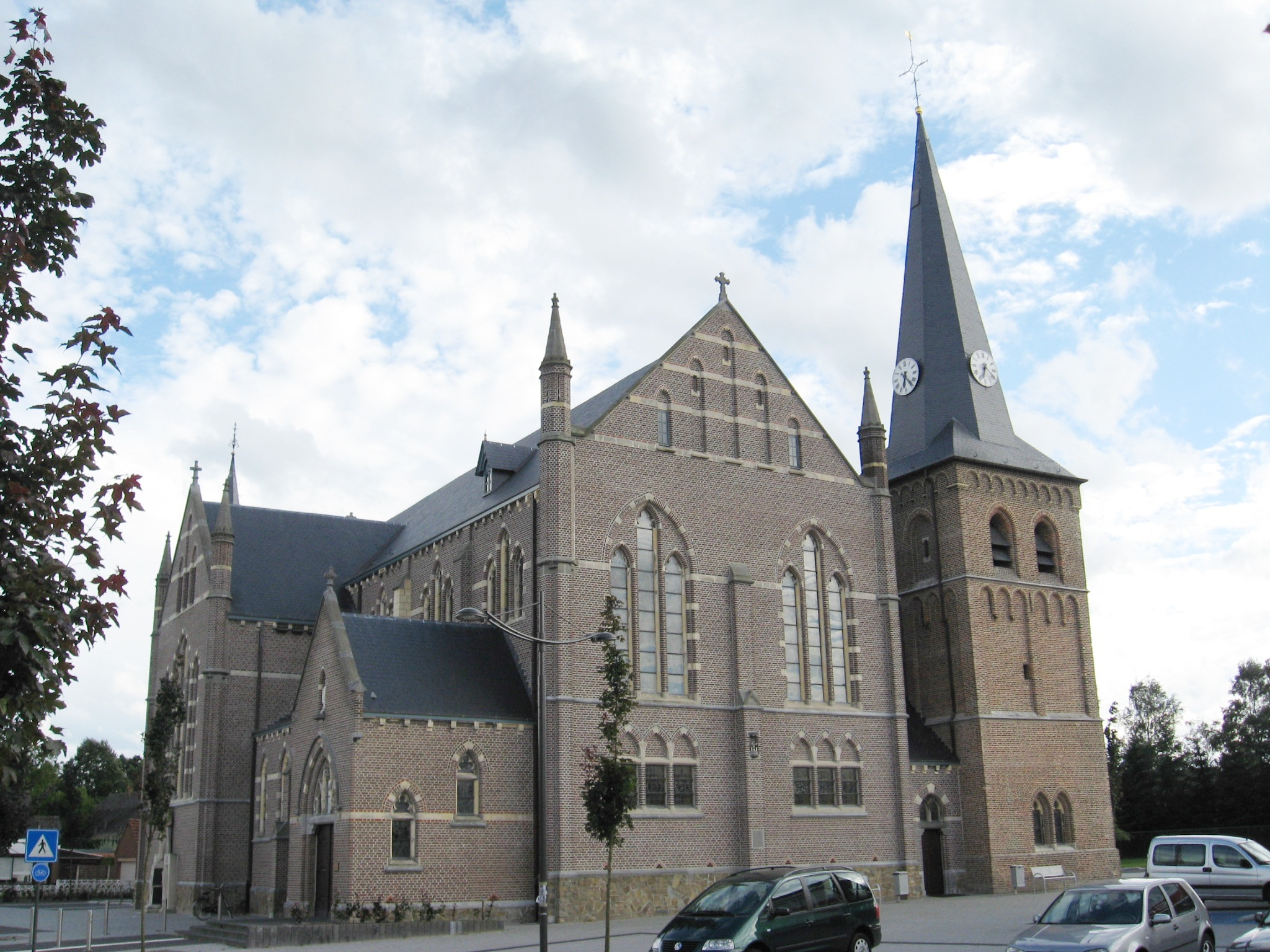
Sint-Monulphus- en Gondulphuskerk
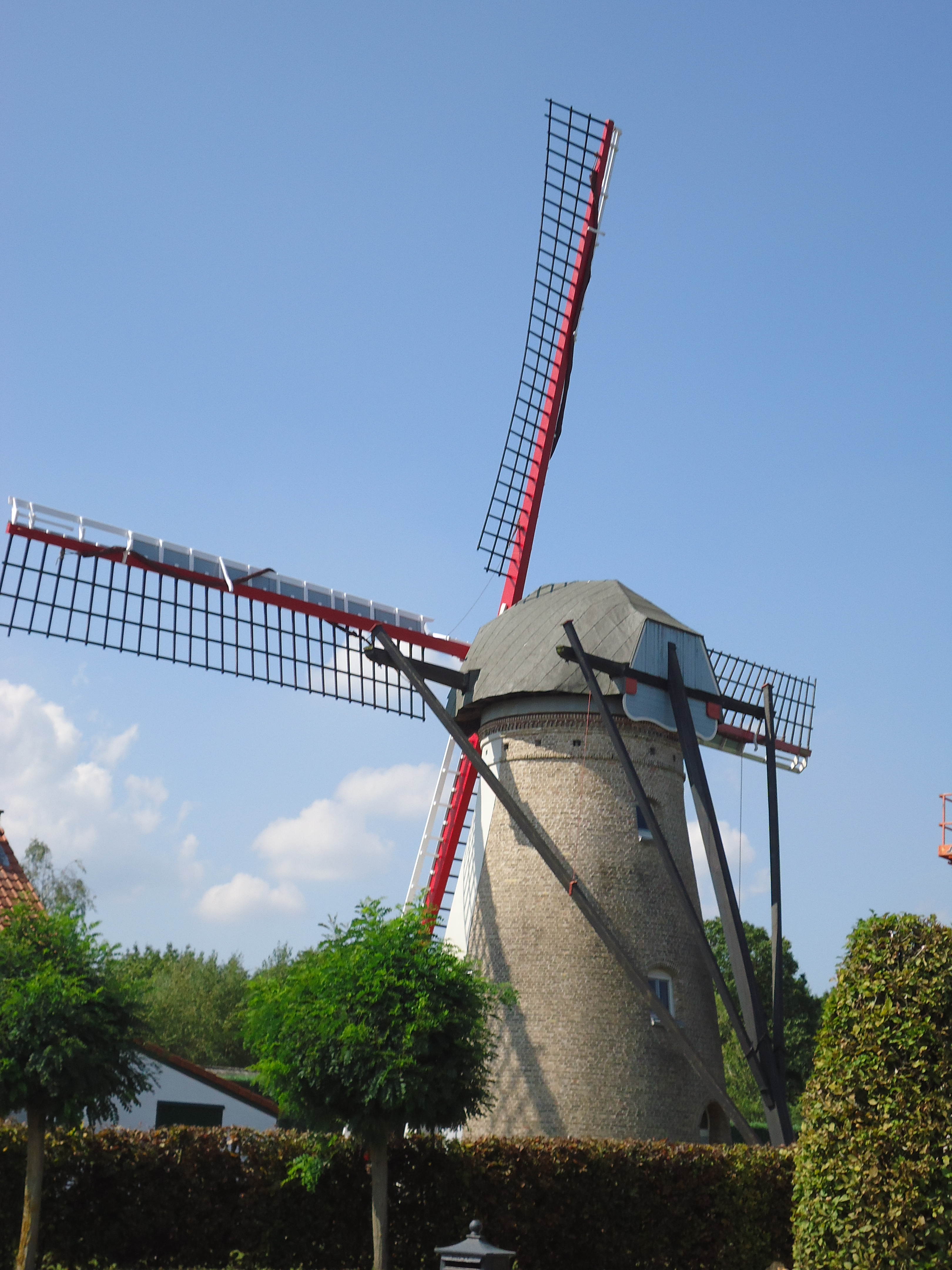
Sevensmolen
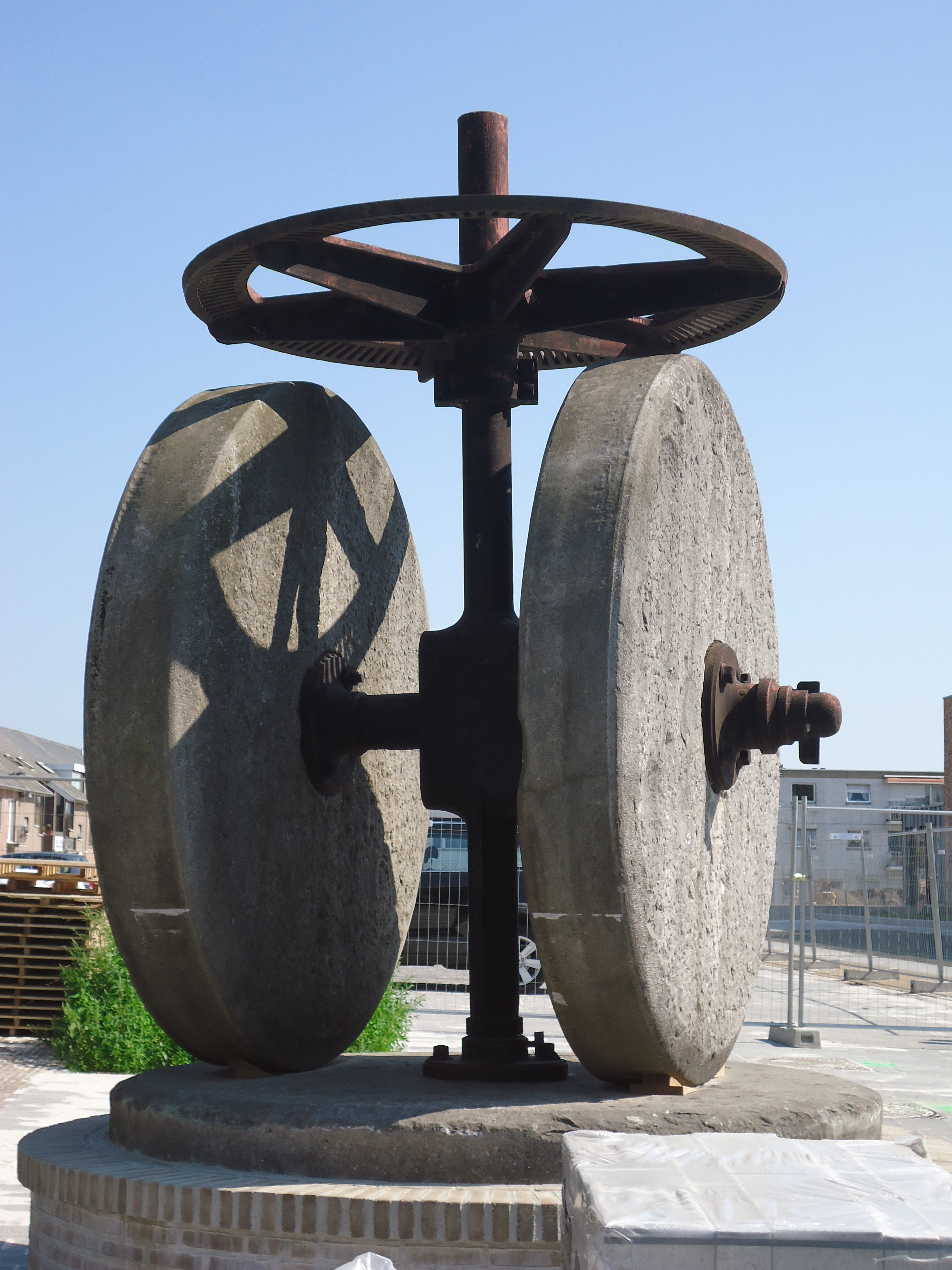
Kruitmolen op het Nevenplein
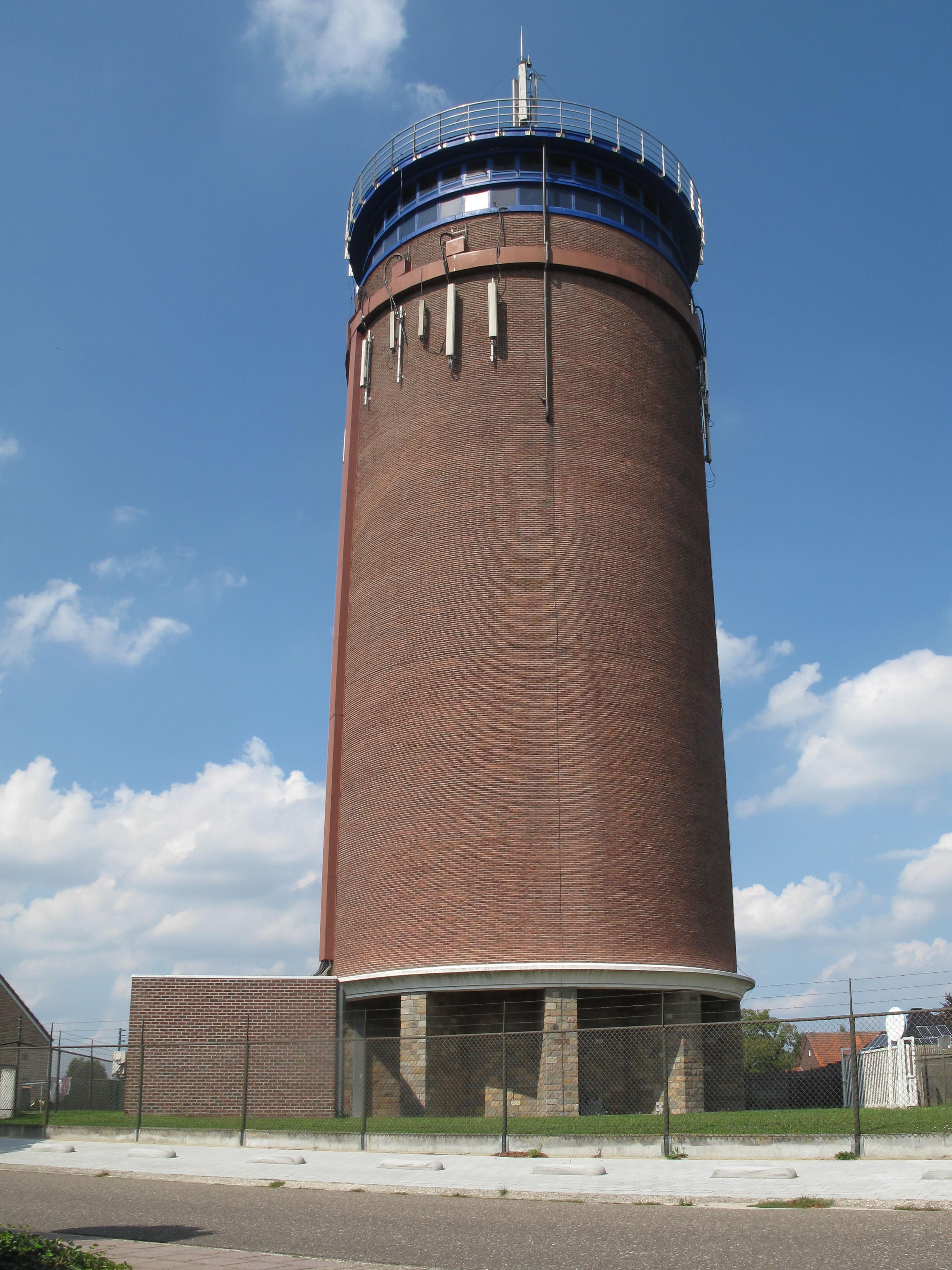
Watertoren

## Natuur en landschap
Twee kilometer ten noordoosten van Kaulille loopt het Kanaal Bocholt-Herentals. Natuurlijke waterlopen zijn de Warmbeek, welke naar het noorden loopt en de bovenloop vormt van de Tongelreep. Ten westen hiervan loopt de Dorperloop of Kolisloop, die nabij de gehuchten Verloren Eind en Kamert ligt en tussen Kaulille en Sint-Huibrechts-Lille uitmondt in de Warmbeek.
Ten westen van Kaulille bevindt zich het Kolisbos, ten zuiden bevindt zich het bosgebied Bosschel en ten oosten ligt een bosgebied dat deels tot de kruitfabriek behoorde en als Aan de Grote Fabriek te boek staat. Een ander deel is vrij toegankelijk. Door de omgeving van Kaulille zijn wandel-, jogging- en paardenroutes uitgezet.

## Hoofdstraten
- Lillerbaan: residentieel, met kleine en middelgrote ondernemingen (kmo's), watertoren, alpacaboerderij. Zeer drukke weg, belangrijkste verbindingsweg tussen Neerpelt en Bree.
- Nevenplein, genoemd naar de Teutenfamilie Neven: centraal plein met bibliotheek, ontmoetingscentrum, sociaal huis, banken en parking.
- Kaulillerdorp: centrum, kleuter- en lagere school, kerk.
- Kaulillerweg: residentieel, met enkele typische boerderijen. Verbindingsweg tussen Bocholt en Kaulille.
- Kettingbrugweg: residentieel, een bos met wandel-, jogging- en paardenroutes, met in het tweede gedeelte industrieterrein (met onder andere AJK machinebouw en Brouwerij Martens).
- Bosschelweg: verbindingsweg met Grote-Brogel.
- Steenweg op Kleine-Brogel: residentieel, industrie- en kmoterrein.
- Fabriekstraat: verbindingsweg met Weert. In het tweede gedeelte van de straat staan enkele prachtige herenhuizen gebouwd door Coopal/PRB.

## Nabijgelegen kernen
Bocholt, Sint-Huibrechts-Lille, Kleine-Brogel, Grote-Brogel, Lozen, Hamont, Reppel.